# Phyllagathis cymigera
Phyllagathis cymigera är en tvåhjärtbladig växtart som beskrevs av Chieh Chen. Phyllagathis cymigera ingår i släktet Phyllagathis och familjen Melastomataceae. Inga underarter finns listade i Catalogue of Life.